# 三好美智子
三好 美智子（みよし みちこ、1943年〈昭和18年〉6月23日 - 2024年〈令和6年〉4月22日）は、日本の女優。本名は小原美智子。東京都出身。タレントオフィスともだち東京オフィス所属。

## 人物
中学生・高校生時代は北海道函館市で暮らしていた。
特技は三味線、日舞。
俳優座付属俳優養成所 第14期出身。
デビューのきっかけは、俳優座養成所三年の在籍時、TBSテレビの大山勝美（テレビプロデューサー、演出家）に抜擢されたことであった。

## 出演

### テレビドラマ
- 日本剣客伝　（NET）
  - 第6話「堀部安兵衛」（1968年）
  - 第10話「千葉周作」（1968年）
- 東芝日曜劇場（TBS）
  - くるま宿（1968年）
  - 相聞歌（1970年）
- 三匹の侍 第6シリーズ 第9話「逃散」（1968年、CX） - おみの
- フジ三太郎（1969年、TBS）第27話から出演。※宮本信子の降板のため
- 江戸川乱歩シリーズ 明智小五郎 第12話「白髪鬼」（1970年、12ch） - ルリ子
- 時間ですよ 第2シリーズ（1971年 - 1972年、TBS）
- 天下御免（1971年、NHK）
- スペクトルマン 第61話「恐怖の怪獣ショー」（1972年、CX） - ゆきおの母
- 超人バロム・1 第18話「魔人アンモナイルゲがパパをおそう」（1972年、YTV） - 道雄のママ
- 刑事くん 第1部 第56話「空にでっかい涙雲」（1972年、TBS） - 浅田直子
- 遠山の金さん捕物帳 第137話「匂い袋の女」（1973年、NET） - お吉
- 銭形平次　（CX）
  - 第372話「誰も知らない」（1973年） - おしの
  - 第399話「父の秘密」（1973年） - おしの
  - 第425話「女ごころの裏表」（1974年） - おいく
  - 第462話「幼心に大きな秘密」（1975年） - お幸
  - 第497話「蟻地獄」（1975年） - お信
  - 第546話「男になりたい男」（1976年） - おちか
  - 第573話「誰がための命」（1978年） - お島
  - 第663話「誰がための十両か」（1979年） - お民
  - 第744話「祭囃子に金が降る」（1980年） - お浜
  - 第819話「若旦那万事休す」（1981年） - おとせ
- 若さま侍捕物手帖 第7話「本所深川狸ばやし」（1973年、KTV） - いよ
- ジャンボーグA 第26話「― グロース第2号作戦 ― 気ちがい星とノンビリゴン」（1973年、MBS / 円谷プロ） - 忠夫の母 ※ノンクレジット
- 白い牙 第5話「人間標的・有光洋介」（1974年、NTV）
- 伝七捕物帳 （NTV）
  - 第30話「紅だすき江戸の春風」（1974年） - 菊千代
  - 第60話「呪われた相続人」（1975年） - おしん
  - 第112話「執念の投げ十手」（1976年） - お竜
- ふりむくな鶴吉 第10話「無明の辻」（1974年、NHK）
- 大江戸捜査網 （12ch / 三船プロ）
  - 第222話「仕掛けられた前科者」（1975年）
  - 第439話「笑いを売る男の涙」（1980年）
- 破れ傘刀舟 悪人狩り （NET）
  - 第23話「母恋い童唄」（1975年） - 律
  - 第65話「槍しぶき黒田節」（1975年） - お紺
- 太陽にほえろ! （NTV）
  - 第186話「復讐」（1976年）
  - 第644話「七曲署全員出動・狙われたコンピューター」（1985年）
  - 第677話「あなたを告訴する!」（1985年）
- ぐるぐるメダマン（1976年 - 1977年、12ch） - 高坂裕子
- NHK大河ドラマ　（NHK）
  - 花神（1977年） - 白石加寿子
  - 山河燃ゆ（1984年） - 太田葉子
  - いのち（1986年） - 道枝
- 平岩弓枝ドラマシリーズ　（CX）
  - 「女の家庭」（1978年）
  - 「夕顔の女」（1979年）
  - 「花祭」（1982年）
- 江戸の鷹 御用部屋犯科帖 第35話「策謀！女賊の罠」（1978年、NET）
- 若さま侍捕物帳 第2話「参上!!男の花道」（1978年、ANB） - 美沙
- ライオン奥様劇場 / 離婚・ゆれる幸福（1978年、CX）
- がんばれ!レッドビッキーズ（1978年、ANB / 東映）
- 俺はあばれはっちゃく 第20話「あばれ孫悟空(秘)作戦」 (1979年 ANB / 国際放映)  - 音楽教師 五十嵐ツネ子
- ウルトラマン80 第6話「星から来た少年」（1980年、TBS / 円谷プロ） - 大島道江
- それゆけ!レッドビッキーズ（1980年、ANB）
- 北の国から（1981年、CX）
- 太陽戦隊サンバルカン 第9話「怪物になったパパ」（1981年、ANB） - 小坂智子
- 銀河テレビ小説（NHK）
  - 天からやって来た猫（1982年）
  - かぐわしき日々の歌（1983年） - 西尾久代
- 特捜最前線 第288話「永吉と呼ばれた19歳!」（1982年、ANB）
- 水戸黄門 第13部 第14話「暖簾を救った身代り女房 -堺-」（1983年1月17日、TBS / C.A.L） - おちょう
- 土曜ワイド劇場　（ANB）
  - 松本清張の溺れ谷（1983年）
  - 松本清張の証言（1984年）
  - 美人外科医殺し（1991年）
- 御宿かわせみ 第2シリーズ（1983年、NHK）
- ザ・サスペンス / 松本清張のゼロの焦点（1983年、TBS） - 鵜原宗太郎の妻
- 木曜ゴールデンドラマ / 誘拐! 脅迫!（1983年、YTV）
- 深夜にようこそ 第1回、第4回（1986年、TBS） - 有馬夏子
- どうぶつ通り夢ランド 第14話「正月休みは牧場で! W出産、男2人の珍プレー好プレー」（1987年、ANB）
- 銭形平次 第7話「猫が見ていた」（1987年、NTV）
- 朝の連続テレビ小説 / ノンちゃんの夢（1988年、NHK）
- 月曜・女のサスペンス / パスポートの秘密（1988年、TX）
- 月曜ドラマスペシャル / 美人秘書の秘密（1992年、TBS） - 香月沙知子
- 白線流し〜19の春（1997年、CX）

### 映画
- 恋人岬（1977年）
- 春の鐘（1985年）
- ベッド・イン（1986年）
- 少年時代（1990年）

### 舞台
- 喪服のエレクトラ
- ロイヤルセレモニー行進曲
- 北の人魚
- 庭はすべて
- シカゴブルース
- 夢みた夢子

### ラジオドラマ
- 小さな小さな玉手箱（1976年、TBSラジオ）
- ブラック・ジャック（1993年 - 1994年、TBSラジオ）